# Jimmy John's
Jimmy John's er en amerikansk fastfood sandwich-restaurantkæde. Virksomheden blev etableret af Jimmy John Liautaud i 1983 og har hovedkvarter i Champaign, Illinois.
Jimmy John's har over 2.700 restauranter i USA, hvoraf 98 % er franchise. Siden 2019 har selskabet været en del af Inspire Brands.